# バルネフェルト
バルネフェルト（オランダ語: Barneveld [ˈbɑrnəvɛlt] ( 音声ファイル)）は、オランダ南東部の都市および基礎自治体（ヘメーンテ）。ヘルダーラント州に属する。

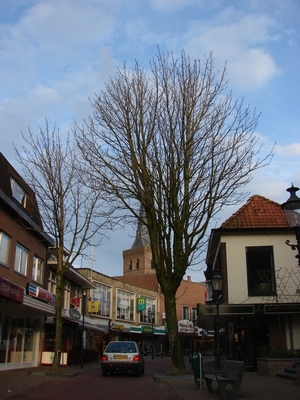
バルネフェルトの中心地

## 交通
鉄道
バルネフェルト・セントラム駅とバルネフェルト・ノールト駅のふたつの鉄道駅が存在し、コネクション社が運行している。

## 人口集積地
- バルネフェルト (Barneveld)
- デ・フリント (De Glind)
- ハルデレン (Garderen)
- クートヴァイク (Kootwijk)
- クートヴァイケルブルーク (Kootwijkerbroek)
- ストルー (Stroe)
- テルスフール (Terschuur)
- フールトゥイゼン (Voorthuizen)
- ズワルトブルーク (Zwartebroek)